# Kyzylkumite
La kyzylkumite est une espèce minérale du groupe des oxydes et du sous-groupe des oxydes métalliques de formule VIII2Ti3O9 et qui possède un rapport métal/oxygène de 2/3.

## Historique de la description et appellations

### Inventeur et étymologie
Ce minéral a été décrit par Smyslova & Al. en 1981. Son nom lui a été donné d'après sa localité type : Kyzyl Kum en Ouzbékistan.

### Topotype
GisementKoscheka, Mts Auminzatau, Région Centrale de Kyzylkum, Désert de Kyzylkum, Ouzbékistan
ÉchantillonsLes échantillons de référence sont déposés au musée minéralogique de l'Université de Saint-Petersbourg, en Russie.

## Caractéristiques physico-chimiques

### Cristallochimie
- La kyzylkumite est un polymorphe de la schreyerite.
- Elle fait partie du groupe de la schreyerite.

Groupe de la schreyerite
- Kyzylkumite V3+2Ti3O9, Unk; Mono
- Olkhonskite (Cr3+,V3+)2Ti3O9, Unk; Mono
- Schreyerite V3+2Ti3O9, C 2/c; 2/m

### Cristallographie
- Paramètres de la maille conventionnelle : a = 33,80 Å, b = 4,578 Å, c = 19,99 Å, β = 93,40 °, Z = 18, V = 3 087,74 Å3
- Densité calculée = 3,77

### Propriétés physiques
Habitus
La kyzylkumite se trouve le plus souvent sous forme d'agrégats granulaires où se trouvent des cristaux xénomorphes à hypidiomorphes dans la matrice. Lorsqu'elle forme des cristaux dégagés, la kyzylkumite se trouve sous forme de cristaux prismatiques.

## Gîtes et gisements

### Gîtologie et minéraux associés
Gîtologiela kyzylkumite se trouve dans les veines recoupant les schistes siliceux.
Minéraux associéschlorites, pyrite, rutile.

## Gisements remarquables
La kyzylkumite est extrêmement rare et ne se trouve que dans un seul gisement au monde :
OuzbékistanKoscheka U deposit (TL), Auminzatau Mts, Central Kyzylkum Region, désert du Kyzylkoum